# Алекшупитский водопад
Алекшупитский водопад (латыш. Alekšupītes ūdenskritums) — водопад в Латвии на реке Алекшупите. Находится в городе Кулдига Кулдигского края. Высота — 4,15 м, ширина — 8 м, расход — 2 м³/с.
Является самым высоким водопадом в Курземе, вторым по высоте в стране. Над водопадом расположен мост, а также мельничная плотина.
Считается, что он был построен в XIII веке вместе с замком. В XVII веке он был укреплён[неизвестный термин] для того, чтобы вращалось колесо, которое приводило в действие первую в Курземе бумагопроизводящию мельницу.